# Antonio Diaz (vescovo)
Antonio Diaz (Napoli, ... – Napoli, marzo 1627) è stato un vescovo cattolico italiano.

## Biografia
Ordinato sacerdote secolare, fu inviato a Salisburgo da papa Paolo V, nel 1612, come suo nunzio straordinario per mediare fra l'arcivescovo Wolf Dietrich von Reitenau e il duca Massimiliano I di Baviera: quest'ultimo si era impossessato dell'arcivescovato di Salisburgo, sequestrando l'arcivescovo (con il consenso del capitolo) che si rifiutava di pagare i dazi al ducato, impedendo al duca di riscuotere la propria razione della produzione di sale, che veniva periodicamente divisa fra i due stati.
Fu indicato al papa come nunzio da una congregazione di cardinali, creata per risolvere la vicenda, composta da Scipione Caffarelli-Borghese, Lanfranco Margotti e Giovanni Garzia Mellini.
Paolo V gli ordinò di ottenere il rilascio dell'arcivescovo e di riformare il capitolo, con l'elezione di un successore: fu scelto Marcus Sitticus von Hohenems, che si insediò dopo le dimissioni forzate rassegnate da Dietrich, che ottenne un indennizzo di 25.000 fiorini e diversi beni mobili.
Tornato a Roma il 28 settembre 1612, rifiutò diversi incarichi ecclesiastici per cui era stato scelto. Fu nominato vescovo di Caserta il 18 maggio 1616, e consacrato il 5 giugno dal cardinale Maffeo Barberini (futuro papa Urbano VIII) nella Cappella Sistina. Il 15 maggio 1626 fu nominato nunzio apostolico a Napoli, rassegnando le dimissioni da vescovo.
Morì a Napoli nel marzo del 1627.

## Genealogia episcopale
La genealogia episcopale è:
- Cardinale Guillaume d'Estouteville, O.S.B.Clun.
- Papa Sisto IV
- Papa Giulio II
- Cardinale Raffaele Riario
- Papa Leone X
- Papa Clemente VII
- Cardinale Antonio Sanseverino, O.S.Io.Hieros.
- Cardinale Giovanni Michele Saraceni
- Papa Pio V
- Cardinale Innico d'Avalos d'Aragona, O.S.Iacobi
- Cardinale Scipione Gonzaga
- Patriarca Fabio Biondi
- Papa Urbano VIII
- Vescovo Antonio Diaz